# Clystea laudamia
Clystea laudamia är en fjärilsart som beskrevs av Druce 1890. Clystea laudamia ingår i släktet Clystea och familjen björnspinnare. Inga underarter finns listade i Catalogue of Life.